# رفيق شلالا
رفيق ملحم شلالا، سياسي وصحفي لبناني، من مدينة ضبية اللبنانية، يشغل منصب مستشار الرئيس اللبناني، والمسؤول الإعلامي في رئاسة الجمهورية اللبنانية، ومدير مكتب إعلام القصر الجمهوري، وقد كان قبلها رئيسًا للوكالة الوطنية اللبنانية للأنباء، ورئيسًا لاتحاد وكالات الأنباء العربيّة.

## بداياته مع الإعلام
بدأ رفيق شلالا حياته المهنية في الإعلام كصحفيًا شابًا في جريدة النهار اللبنانية.

## مناصبه
يشغل رفيق شلالا منذ عام 2000 وحتى اليوم منصب مستشار الرئيس اللبناني، والمسؤول الإعلامي في رئاسة الجمهورية اللبنانية، ومدير مكتب إعلام القصر الجمهوري في بعبدا، وهو من الشخصيات المقربة جدًا لرؤساء لبنان.
كان رفيق شلالا قد شغل منذ مايو 1983 وحتى 5 مايو 1999 منصب المدير العام للوكالة الوطنية اللبنانية الرسمية للأنباء، كما كان رئيسًا لاتحاد وكالات الأنباء العربيّة في الأعوام 1998 و1999.

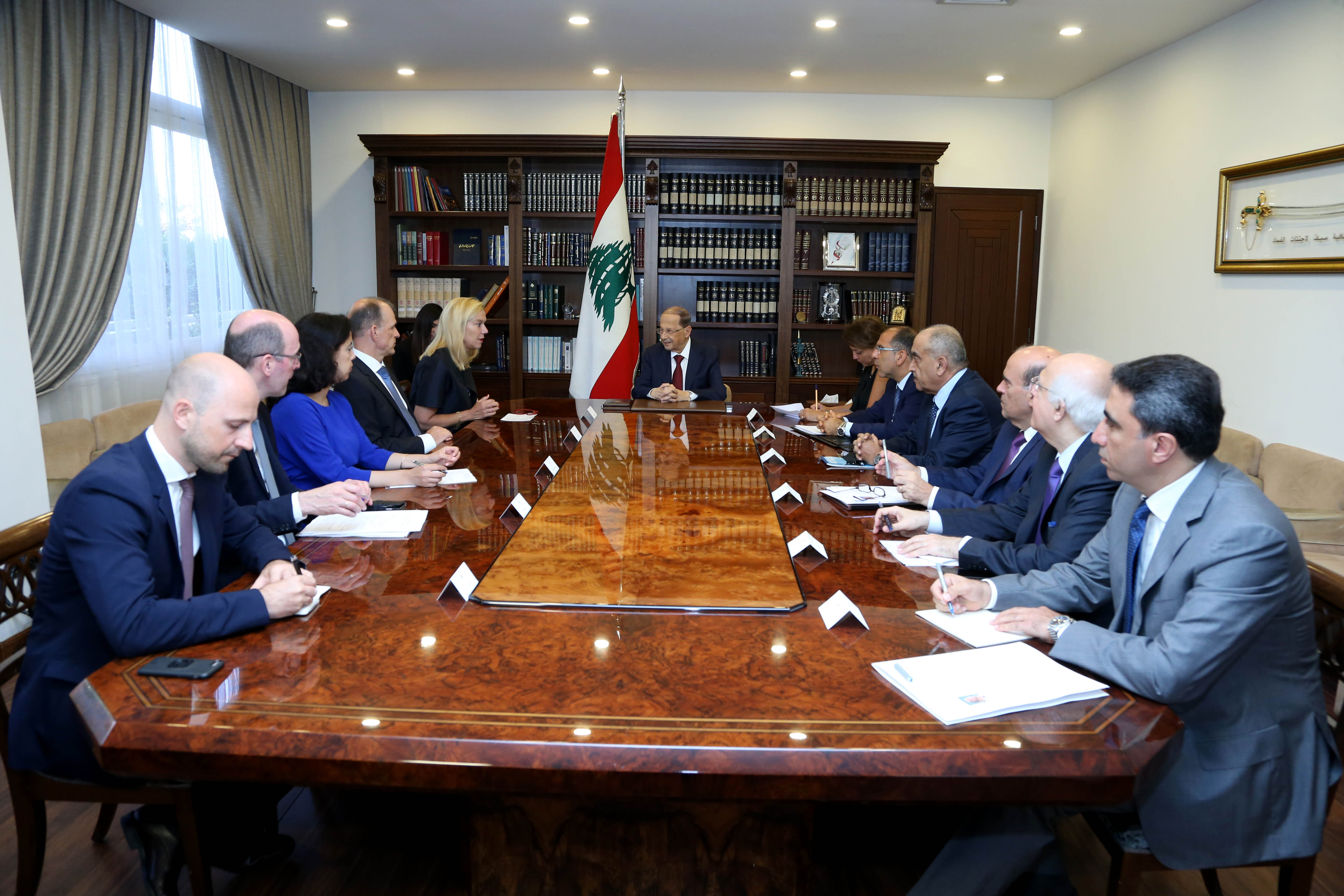
رفيق شلالا (الشخص الثاني من اليمين) برفقة الرئيس اللبناني ميشال عون ووزيرة الخارجية الهولندية سيغريد كاغ، خلال اجتماع في مقر الرئاسة اللبنانية، بتاريخ 9 يوليو 2018.

## جوائز
في عام 1998، تسلم رفيق شلالا جائزة الوكالة الوطنية للإعلام، بحضور الوزير الكويتي جاسم العون، وذلك ضمن فعاليات مهرجان الإخاء الكويتي اللبناني.